# József Székhelyi

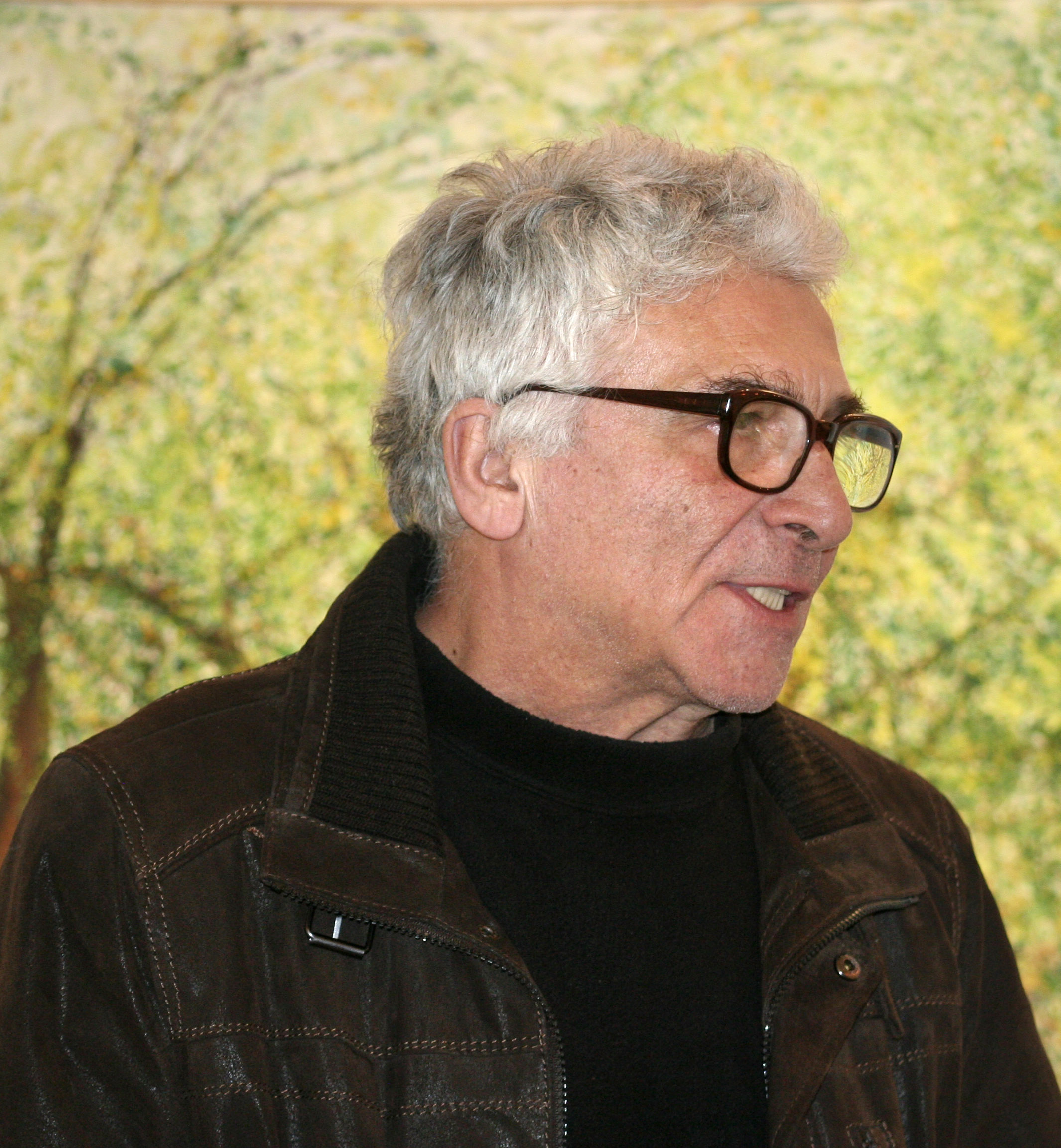
József Székhelyi, 2016

József Székhelyi (* 24. November 1946 in Budapest; † 22. August 2018 ebenda) war ein ungarischer Schauspieler, Synchronsprecher und Autor.

## Leben
József Székhelyi wuchs in Budapest auf, wo er zeitlebens wohnte. Er hatte jüdische Vorfahren.
Er war von 1969 bis 2015 als Schauspieler aktiv. Im Laufe seiner Karriere wirkte er in mehr als 90 Film-und-Fernsehproduktionen mit.
In Ungarn wurde er auch als Synchronsprecher von Animationsfilmen und Zeichentrickfilmen sehr bekannt. So war er von 1991 bis zu seinem Tod (Staffel 1–29) die ungarische Synchronstimme von Homer Simpson in der Zeichentrickserie Die Simpsons und in Die Simpsons – Der Film. Er lieh unter anderem auch dem Schauspieler Paul Michael Glaser in der Krimiserie Starsky & Hutch seine Stimme. Er synchronisierte auch mehrere Figuren in der Zeichentrickserie Lolek und Bolek.
Er veröffentlichte zudem mehrere Romane und Sachbücher.
Székhelyi war dreimal verheiratet und hatte aus seinen verschiedenen Ehen zwei Töchter und einen Sohn. Er starb am 22. August 2018 im Alter von 71 Jahren an Lungenkrebs. Seine Grabstätte befindet sich auf dem Jüdischen Friedhof in Budapest.

## Filmografie (Auswahl)
- 1971: Végre, hétfő!
- 1973: Szabad lélegzet
- 1974: Zurück ins Leben (Jelbeszéd)
- 1975: Az idők kezdetén
- 1975: Ballagó idő
- 1977: Ki látott engem?
- 1984: Házasság szabadnappal
- 1985: Gyerekrablás a Palánk utcában
- 1995: Veszélyes zóna
- 2000: Angyali történetek
- 2001: Kisváros
- 2008: A korán jött polgár
- 2014: Houdini
- 2015: Kémek küldetése